# Тиббетс, Пол
Пол Уорфилд Тиббетс-младший (англ. Paul Warfield Tibbets, Jr.; 23 февраля 1915 — 1 ноября 2007) — бригадный генерал Военно-воздушных сил США. Известен в первую очередь как пилот бомбардировщика Enola Gay, который сбросил первую атомную бомбу на японский город Хиросима в конце Второй мировой войны.

## Факты
В 1944—1946 годах был командиром созданного «под бомбу» элитного 509 смешанного авиационного полка, дислоцированного на авиабазе Розуэлл в штате Нью-Мексико.

## Биография
Тиббетс родился в городе Квинси в западном Иллинойсе в семье Пола Тиббетса и Энолы Гей Хаггард (в девичестве). Он вырос в Сидар-Рапидс, штат Айова, где его отец занимался оптовыми продажами кондитерских изделий.
Существует запись о семье Тиббетсов в государственной переписи населения США за 1920 год. Перепись населения за этот год показывает, что его семья переехала и жила в это время в Де-Мойн. Позже они снова переехали, на этот раз в Майами, штат Флорида.
Тиббетс был студентом Университета Флориды в Гэйнсвилле и был принят в студенческое братство «Epsilon Zeta Chapter of Sigma Nu» в 1934 году.

### Военная карьера
25 февраля 1937 года Тиббетса зачислили в Военно-воздушные силы армии США (англ. USAAF) курсантом в городе Форт-Томас штата Кентукки, откуда он выпустился в 1938 году в звании второй лейтенант, после чего стал пилотом на авиабазе Келли-Филд (Kelly Air Force Base) в штате Техас.
В марте 1942 Тиббетс стал командующим офицером 340-й бомбардировочной эскадрильи 97-й группы тяжёлых бомбардировщиков, где на вооружении стояли Boeing B-17 Flying Fortress и которая базировалась на британской авиабазе Поулбрук (RAF Polebrook). Он пилотировал ведущий бомбардировщик в первой миссии 8-й Воздушной армии США в Европе 17 августа 1942 года, а позже участвовал в военных операциях на средиземноморском театре военных действий до того, как вернулся в США, чтобы участвовать в тестовых полетах Boeing B-29 Superfortress.
Тиббетс имел репутацию «лучшего пилота в Военно-воздушных силах».
В сентябре 1944 года Тиббетс был назначен командиром созданного элитного 509-го смешанного авиационного полка. Полк выполнял задания по транспортировке компонентов и самого ядерного оружия в Проекте Альберта Манхэттенского проекта, дислоцировавшемся на авиабазе Уэндовер (Wendover Army Air Field) штата Юта и авиабазе Розуэлл в штате Нью-Мексико.
5 августа 1945 года Тиббетс назвал B-29 c серийным номером 44-86292 «Энола Гей» в честь матери, которая сама получила своё имя в честь Энолы — героини любимого романа её отца.
6 августа в 2:45 ночи бомбардировщик «Энола Гей» направился с острова Тиниан Марианских островов в направлении Хиросимы, неся на своем борту атомную бомбу с кодовым названием «Малыш». Бомба была сброшена на Хиросиму в 8:15 утра по местному времени, в результате чего порядка 140 000 человек были убиты и многие умерли позже.
В фильме «Above and Beyond» (1952) показаны эти события Второй мировой войны с участием Роберта Тейлора в роли Тиббетса и Элеоноры Паркер в роли первой жены Тиббетса — Люси.
В 1980 году на телеэкраны вышла новая картина с участием Патрика Даффи в роли Тиббетса и Ким Дарби в роли Люси, пересказывающая историю с ещё меньшей опорой на реальные факты. Фильм носил название «Enola Gay: The Men, the Mission, the Atomic Bomb». Персона Тиббетса также присутствует в фильмах «День первый» («Day One») и «The Beginning or the End».
Брак Тиббетса с Люси Вингейт закончился разводом в 1955 году; его вторую жену звали Андрэа. В 1959 году он получил звание бригадного генерала. На пенсию из армии он ушёл 21 августа 1966 года. Был радиолюбителем, имел позывной K4ZVZ.

### Поздние годы жизни
В 1960-х годах Тиббетса назначили военным атташе в Индию, но это назначение было аннулировано после серии протестов. После выхода на пенсию он работал на Executive Jet Aviation — компанию воздушного такси в Колумбусе, штат Огайо, которая в настоящее время называется NetJets. Оттуда он уволился в 1970 году и вернулся в Майами, штат Флорида. Позже, продав свой дом в Майами, он снова вернулся в компанию в 1974 году. С 1976 года Пол стал президентом компании и пробыл на этой должности вплоть до выхода на пенсию в 1987 году.
Правительство США принесло извинения Японии в 1976 году после того, как Тиббетс сделал полную постановку событий бомбёжки Хиросимы на воздушном шоу в Техасе, включая ядерное облако («ядерный гриб»). Тиббетс сказал, что в его намерениях не было оскорбить японцев.
В 1995 году он назвал «чертовски большим оскорблением» запланированную выставку «Энолы Гей» в Смитсоновском институте, приуроченную к её 50-й годовщине, которая подробно описывала последствия бомбардировки Хиросимы; Тиббитс считал, что создатели выставки упустили контекст японских военных преступлений.
В фильме 1982 года «Atomic Cafe» можно увидеть интервью с Тиббетсом. Также его интервью 1970-х годов можно посмотреть в британском документальном сериале «The World at War».
Его внук Пол У. Тиббетс IV на 2006 год являлся командиром 393-й бомбардировочной эскадрильи и пилотом B-2 Spirit. 393-я — одна из двух эскадрилий того же крыла (509-го бомбардировочного), которым командовал его дед.
Тиббетс не испытывал сожалений по поводу решения сбросить бомбу. В интервью 1975 года он сказал: «Я горд, что был способен, начав с ничего, распланировать операцию и привести её в исполнение так безукоризненно, как я сделал… Я сплю спокойно каждую ночь». В марте 2005 он заявил: «Если вы поставите меня в такую же ситуацию, то да, чёрт побери, я сделаю это снова».

### Смерть
Тиббетс умер в своём доме в Колумбусе штата Огайо в 2007 году. Последние годы перед смертью у него были серии микроинсультов и сердечная недостаточность. В своём завещании Тиббетс написал, чтобы после смерти не устраивали похорон и не устанавливали мемориальной плиты, так как демонстранты, выступающие против ядерного оружия, могли сделать её своеобразным местом своих протестов. Также он завещал, чтобы его кремировали и его прах развеяли над Ла-Маншем.

## Награды и знаки отличия
- Крест «За выдающиеся заслуги»
- Крест лётных заслуг
- Воздушная медаль
- Пурпурное сердце
- Орден «Легион Почёта»
- Похвальная медаль ВВС
- Медаль «За Европейско-африканско-ближневосточную кампанию»
- Медаль «За Азиатско-тихоокеанскую кампанию»
- Медаль «За защиту Америки»
- Медаль «За Американскую кампанию»
- Медаль Победы во Второй мировой войне